# Dieunomia
Dieunomia is een geslacht van vliesvleugelige insecten van de familie Halictidae.

## Soorten
- D. apacha (Cresson, 1868)
- D. boharti (Cross, 1958)
- D. bolliana (Cockerell, 1910)
- D. heteropoda (Say, 1824)
- D. mesillae Cockerell, 1899
- D. micheneri (Cross, 1958)
- D. nevadensis (Cresson, 1874)
- D. triangulifera (Vachal, 1897)
- D. xerophila Cockerell, 1899